# Encarsia longicauda
Encarsia longicauda är en stekelart som beskrevs av Hayat 1989. Encarsia longicauda ingår i släktet Encarsia och familjen växtlussteklar. Inga underarter finns listade i Catalogue of Life.